# كورنيليوس ر. هاجر
كورنيليوس ر. هاجر (بالإنجليزية: Cornelius R. Hager)‏ هو مدرس أمريكي، ولد في 2 يوليو 1913، وتوفي في 18 مايو 2007.